# Nhái cây Warren
Nhái cây Warren, tên khoa học Hyla warreni, là một loài ếch thuộc họ Nhái bén.
Loài này có ở Guyana, có thể cả Brasil, và có thể cả Venezuela.
Môi trường sống tự nhiên của chúng là vùng núi ẩm nhiệt đới hoặc cận nhiệt đới, sông ngòi, đầm nước ngọt, và đầm nước ngọt có nước theo mùa.